# 박상근
박상근(朴相根, 1905년 ~ 1949년)은 가야금 산조의 명인이다. 충청남도 강경에서 출생하였다. 박상근류 가야금 산조를 만들었는데, 가락이 경쾌하고 연주법이 자유분방한 점이 특징이다. 어려서 박덕에게 가야금을 배웠고, 박팔괘에게 가야금 산조와 병창을 배웠으며, 이차수에게 가야금 산조를 배웠다. 1933년 조선성악연구회 기악부에 들어가 당시 가야금 산조의 명인 강태홍, 김종기, 정남희와 함께 활동했다. 1935년 이후로는 가야금 병창을 그만두고 가야금 산조에만 힘을 기울였다. 1968년 제자 성금연이 국가무형문화재 가야금 산조 예능보유자로 인정받아 박상근의 가야금 산조가 세상에 알려졌는데, 박상근류 가야금 산조는 오늘날 가장 많이 연주되는 산조에 속한다.